# Anton Plenikowski
Anton Plenikowski (ur. 19 listopada 1899 w Sopocie, zm. 3 marca 1971 w Berlinie Wschodnim) – niemiecki polityk komunistyczny, poseł do gdańskiego Volkstagu i parlamentu NRD.

## Życiorys
Plenikowski urodził się w Sopocie. W czasie I wojny światowej służył w niemieckiej armii. W 1918 roku został członkiem Rady Delegatów Robotniczych i Żołnierskich we Wrocławiu. Po wojnie powrócił do Sopotu, gdzie pracował jako nauczyciel. W latach 1925–1928 był radnym w Lisewie Malborskim, w latach 1926-1930 zasiadał w radzie powiatu Wielkie Żuławy (Großer Werder).
W 1926 roku wstąpił do Socjaldemokratycznej Partii Wolnego Miasta Gdańska, z której rok później wystąpił na rzecz członkostwa w gdańskiej partii komunistycznej. W latach 1928–1937 był posłem do Volkstagu. Po zdelegalizowaniu w 1934 roku przez nazistowski rząd Wolnego Miasta partii komunistycznej, startował w wyborach w 1935 roku z Listy Plenikowskiego.
W 1937 roku wyemigrował do Szwecji. W latach 1940–1941 przebywał w obozie internowania Smedsbo. Po zwolnieniu osiedlił się w Uppsali. W marcu 1946 powrócił do radzieckiej strefy okupowanych Niemiec. Wstąpił do SED i w latach 1950-1967 był deputowanym do parlamentu NRD. W latach 1954–1957 był kandydatem na członka Komitetu Centralnego SED, a w latach 1956-1963 szefem Kancelarii Rady Ministrów. Zmarł w 1971 roku w Berlinie Wschodnim.

## Odznaczenia
- Order Zasług dla Ojczyzny - srebrny (1955)
- Order Sztandaru Pracy (1959)
- Medal "Za zasługi dla NRD" (1959)
- Order Karla Marksa (1969)